# Commerce du bois carré
Le commerce du bois carré désigne le commerce des bois équarris, qui au XIXe siècle s'oppose partiellement au bois de sciage, ou au bois à brûler, dans son histoire, ses applications, et sa logistique de transports.

## Au Canada

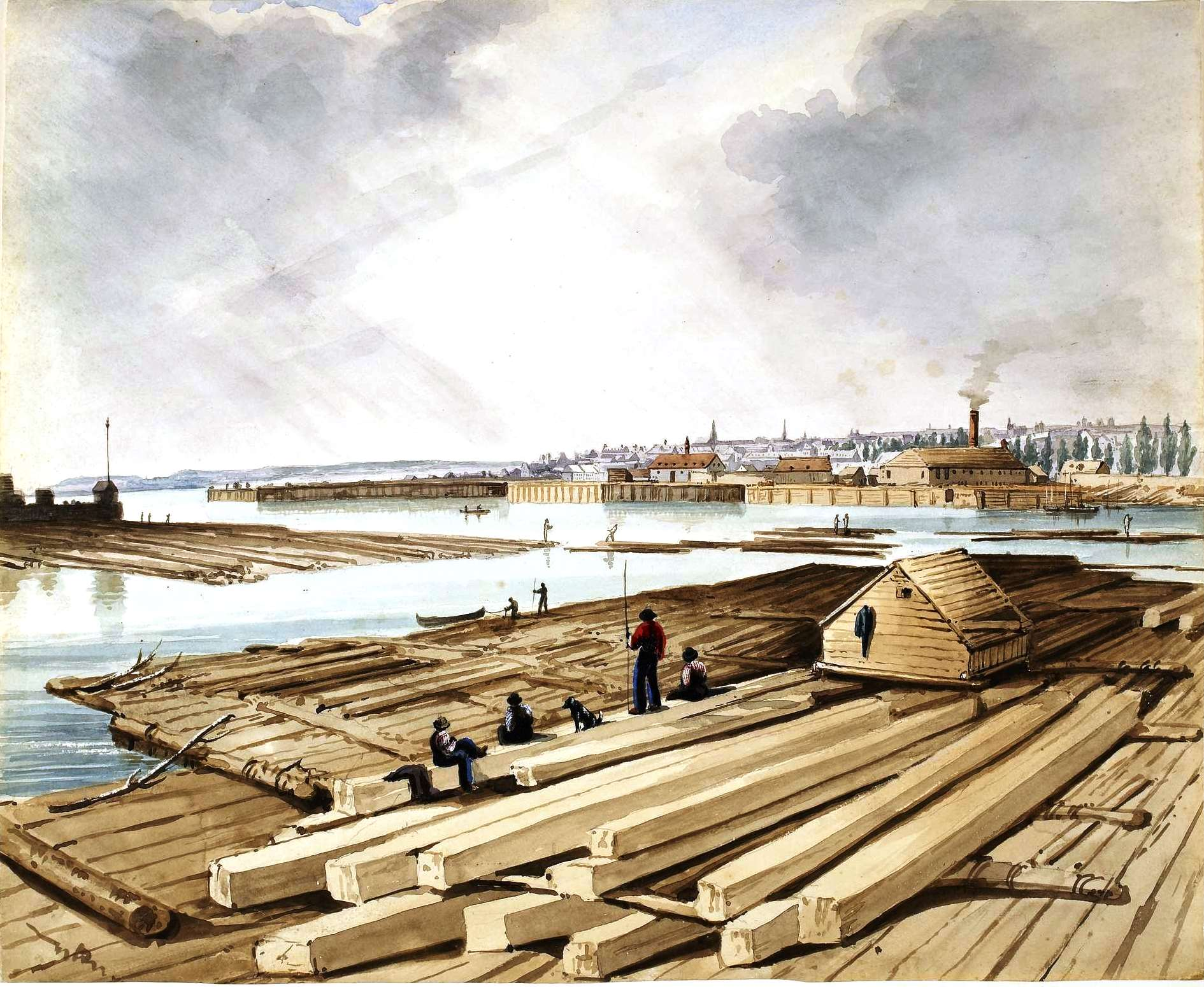
Philip John Bainbridge. Vue de Québec de la Rivière St-Charles, v. 1837-1838, aquarelle sur mine de plomb avec gomme arabique sur papier vélin, 41,3 x 50,6 cm. Le port, à l'embouchure de la rivière Saint-Charles, vers 1837. Bois carrés à l'avant

Bassin du Saint-Laurent

Du début du XIXe siècle jusqu'à sa fin, le commerce du bois carré (square timber trade), du Canada vers le Royaume-Uni, crée les conditions favorable au développement des villes d'Ottawa, de Québec, ou de Saint-Jean au Nouveau-Brunswick. Ce développement a des causes extérieures, les guerres napoléoniennes, et s'inscrit largement dans cette époque où les marines du monde entier étaient en bois.
Le blocus continental de 1806 instauré par Napoléon Bonaparte, oblige le Royaume-Uni, qui s'alimente habituellement sur la Baltique pour le bois indispensable à la construction de sa marine, à importer du bois en provenance du Canada. Les bois carrés prennent le nom de plançon, ils sont flottés sur les cours d'eau, assemblé par trois en « brelle », puis en « cage ». Les cages sont assemblées en trains de bois depuis tous les points du vaste bassin hydrographique du Fleuve Saint-Laurent (de la Rivière Saint-Maurice, de la Rivière Saguenay, plus particulièrement depuis le haut de la vallée des Outaouais, mais aussi la partie septentrionale du Maine, les North Maine Woods), et acheminés jusqu'aux ports de Québec qui forme le port de mer le plus à l'intérieur des terres du Canada, mais aussi à celui de Saint-Jean au Nouveau-Brunswick. Le premier train de bois, nommé « Columbo » est inauguré par Philemon Wright sur la Rivière des Outaouais en 1806. Au port de Québec, le bois est chargé à bord de vaisseaux qui pour la plupart naviguent vers la Grande-Bretagne. Le travail du bois crée une activité commerciale telle qu'on compte dans le port, aux alentours des années 1860, le nombre important de 6 000 débardeurs, soit un dixième de la population de Québec.
Les bois carrés, (en anglais square timber, connus dans les marines anglaises sous le nom de « ton timber ») - étaient des bois ou madriers (baulk) équarris à la hache (cognée, herminette et doloire de charpentier– les usages lié à la broad-axe forme une partie du patrimoine immatériel canadien–, etc.). Expédiés en Angleterre, ils y étaient souvent resciés. Des spécifications strictes régissaient le marché - le bois était autorisé à avoir une flache (vestige de la surface cylindrique de la grume, en anglais wane, le bois carré n'était donc pas à vive-arête) et un léger effilement, mais ces spécifications varient en fonction des dimensions de la grume et changent avec le temps. Les déchets étaient assez considérables: 25 à 30% de chaque arbre était jeté. Les variétés exploitées étaient Pinus resinosa et Pinus strobus. Après le travail d'abattage et d'équarrissage, le bûcheron se transforme en draveur et cageur, pour amener les bois dans les ports, où des navires des charges les emporteront vers le Royaume-Uni.

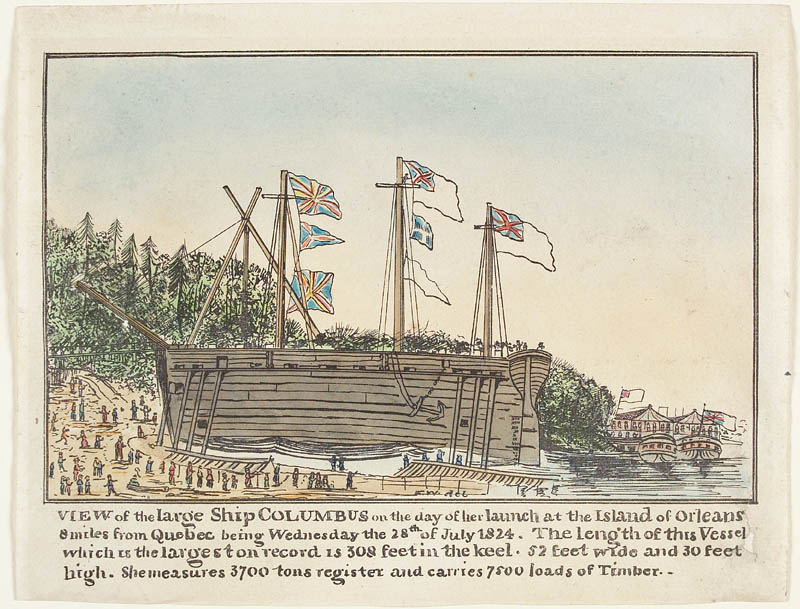
Navire jetable Columbus, lancé en 1824 pour naviguer du Canada vers l'Angleterre

Les navires chargés à l'aller reviennent lestés au retour. Abondance de bois d’œuvre bon marché, disponibilité de main d’œuvre, le développement de la construction navale qui est dans le port de Québec une activité concomitante au commerce du bois carré se développe sur la même période. Les navires de charge construits à Québec, étaient quelquefois vendu en Europe (évitant le retour sur lest), reconstruits par des chantiers britanniques pour en faire des navires composites bois et fer, destinés au commerce d'Orient. Les entrepreneurs de construction des navires étaient à Québec les mêmes qui exploitaient le bois carré, ce qui fait dire que la construction navale n'était ici qu'une manière d’empaqueter le bois. Les navires étaient d'ailleurs souvent de piètre qualité, le bois insuffisamment séché, exposait le navire à la pourriture sèche. De véritables Navire jetables (disposable ship) ont été construits comme le Columbus, sorte de radeau amélioré.
Tarissement des forêts, disparition progressive de la marine en bois, le marché du bois de sciage tourné vers les États-Unis, n'offrent pas le rôle central que tenait Québec dans le commerce avec l'Angleterre. Cette dernière vient de rétablir son commerce avec la Baltique. En moins de vingt ans de 1875 à 1895, l'activité portuaire de Québec décline tandis que le chantier naval est déserté. Le commerce vers l'Angleterre de produits laitiers, de bétail et de blé, qui progressivement remplace le commerce de bois carré, se fait désormais à partir de Montréal, mieux connectée à l'Ouest Canadien et aux fermes laitières de l'Ontario.
À son époque, le bois carré a fourni au Canada ce qui était à bien des égards un article de base (staple) satisfaisant, un produit de consommation illimité, de qualité assez uniforme, et pour lequel il existait un marché préparé, un staple dès lors sur lequel une communauté de taille a pu être érigée,.

## En France
Le bois carré forme au XIXe siècle une catégorie distincte de celle du bois à brûler, dans ses modes de transport. Un Code du commerce des bois carrés est publié en 1844 qui réglemente ce commerce.